# Christian Keil
Pour les articles homonymes, voir Keil.
Christian Keil est un karatéka suédois surtout connu pour avoir remporté l'épreuve de kumite individuel masculin moins de 60 kilos aux championnats d'Europe de karaté 1990 organisés à Vienne, en Autriche.

## Résultats
| Résultat           | Date | Épreuve                   | Catégorie | Compétition                | Ville hôte               |
| ------------------ | ---- | ------------------------- | --------- | -------------------------- | ------------------------ |
| Médaille de bronze | 1986 | Kumite individuel - 60 kg | Seniors   | Championnats d'Europe 1986 | Madrid, en Espagne       |
| Médaille de bronze | 1989 | Kumite individuel - 60 kg | Seniors   | Championnats d'Europe 1989 | Titograd, en Yougoslavie |
| Médaille d'or      | 1990 | Kumite individuel - 60 kg | Seniors   | Championnats d'Europe 1990 | Vienne, en Autriche      |